# Alfaya
Alfaya était le nom donné à une famille régnante au milieu du XVIIIe siècle qui favorisait les successeurs cléricaux du chef du jihad Karamoko Alfa dans l'imamat de Fouta Djalon dans ce qui est aujourd'hui la Guinée. 
Ils ont établi leur base dans le centre religieux de Fougoumba. Ils se sont affrontés avec le groupe militaire des Soriya, qui a soutenu les successeurs du chef de guerre Ibrahim Sory Mawdo. La rivalité entre les deux groupes s'est poursuivie jusqu'au XXe siècle en Guinée.